# Chiavelli

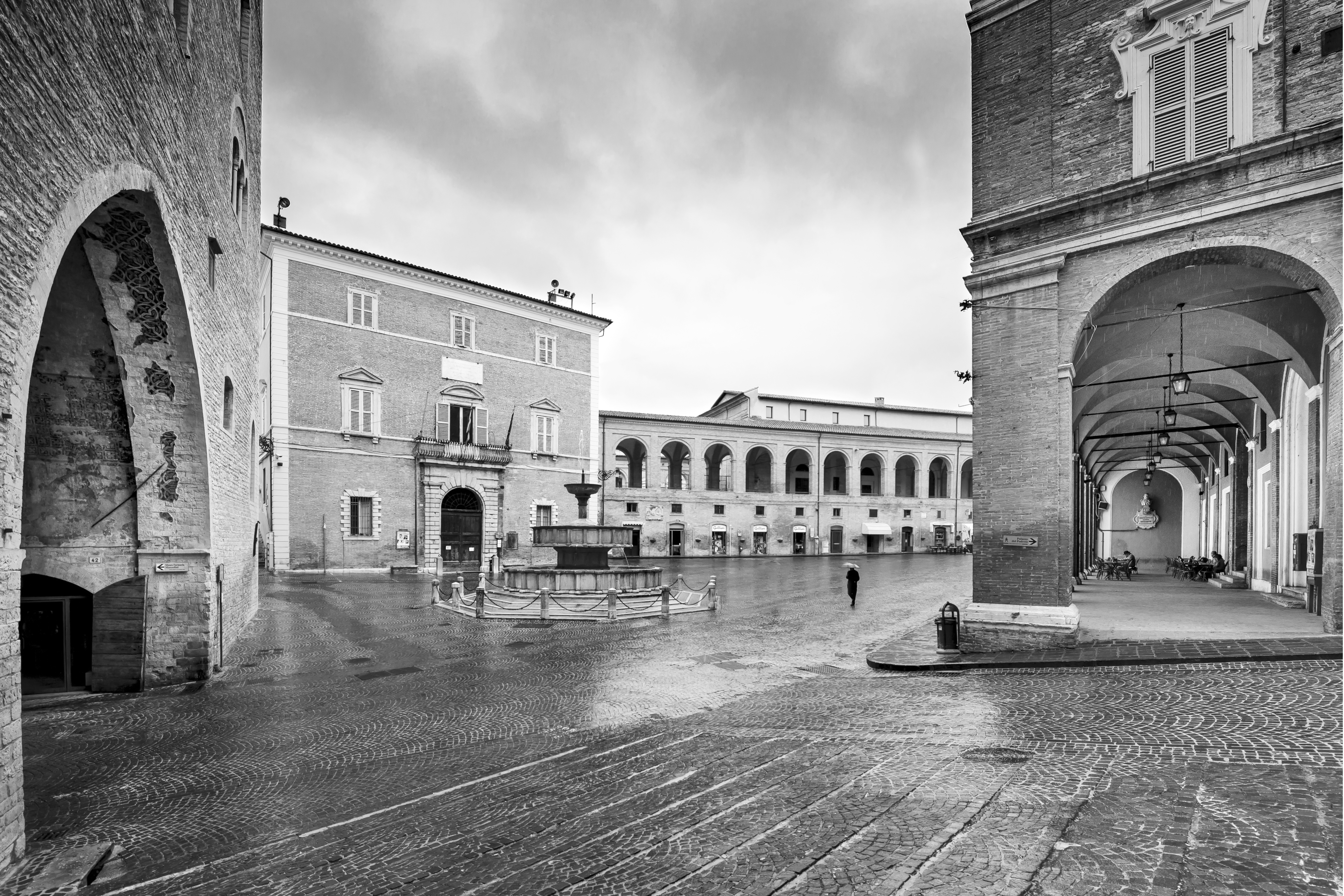
Fabriano, Palazzo Comunale, già residenza della famiglia Chiavelli

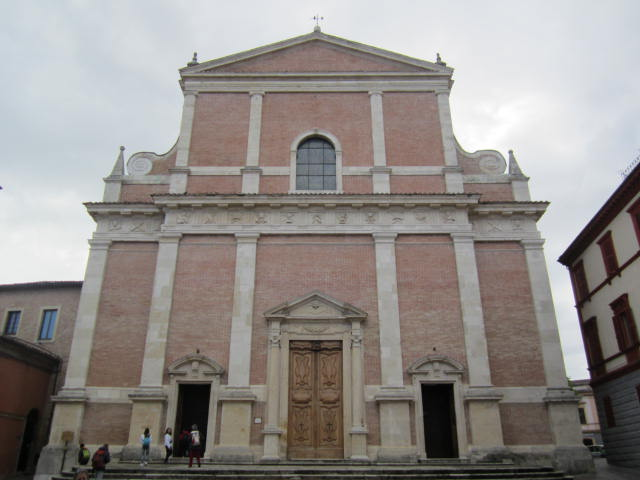
Fabriano, cattedrale di San Venanzio, luogo dell'eccidio dei Chiavelli

I Chiavelli (De Clavellis) erano una nobile famiglia marchigiana ghibellina di origine normanna (probabilmente originaria di Esclavelles). Si rifugiarono in Germania durante l'invasione dei barbari, rientrarono poi in Italia con Ruggiero Chiavello durante il regno di Federico Barbarossa, nel 1154, che ebbe il dominio su Fabriano.

## Storia
Esercitarono un ruolo importante nella crescita della città e della sua cultura. Fedeli all'Impero, tennero la signoria di Fabriano dal 1378 sino al 26 maggio 1435, giorno dell'Ascensione, quando, durante una cerimonia nella cattedrale di San Venanzio di Fabriano, avvenne l'eccidio dei membri maschi della stirpe. Molti vennero uccisi e pochi si salvarono con la fuga.
Guido Napolitano nel 1349 gettò le basi dell'attività manifatturiera della carta, per cui Fabriano sarà rinomata: il papa Bonifacio IX lo nominò vicario apostolico. Il raggiungimento di una solida floridezza economica aumentò il prestigio dei Chiavelli e la signoria attrasse artisti e facoltosi mercanti. Il pittore Gentile da Fabriano eseguì le sue opere durante la loro amministrazione.
Nella platea magna di Fabriano venne eretto un palazzo gentilizio (oggi ex sede del Comune) e Alberghetto fece restaurare la medievale fontana di Sturinalto, realizzata da Jacopo di Grondalo. La cappella signorile della chiesa di Santa Lucia Nuova ospitava le tombe della casata.
Nel 1415 Tommaso rese esecutivo il nuovo statuto della signoria, più moderno rispetto a quello del periodo comunale e rivelatore del potere dei Chiavelli.
I signori di Fabriano, fautori di politiche populiste con le quali si ingraziarono gradualmente il popolino, erano apprezzati dal costoro e dai piccoli artigiani, ma non dai ricchi commercianti che si sentivano condizionati nel perseguire i propri benefici economici anche attraverso un ruolo politico e che vennero scalzati.
Il malcontento culminò nel 1435 quando l'intera famiglia fu trucidata mentre assisteva a una funzione religiosa nel coro del duomo della città. Morirono Tommaso (l'unico a essere armato), il suo erede Battista e otto nipoti maschi. Le donne furono risparmiate, ma dovettero lasciare il territorio che sarà incamerato nello Stato Pontificio.

## Esponenti della casata
- Chiavello Chiavelli (XII secolo), capostipite della famiglia
- Alberghetto II Chiavelli (1295-1376), condottiero e signore di Fabriano
- Guido Chiavelli (1325-1404), figlio di Albeghetto II, uomo d'armi e politico
- Chiavello Chiavelli (?-1428), condottiero, signore di Fabriano[7]
- Tommaso Chiavelli (1360-1435), politico, signore di Fabriano
- Battista Chiavelli (1385-1435), politico, co-signore di Fabriano
- Camilla Chiavelli (XIV secolo), figlia di Finuccio, sposò Rodolfo II da Varano, signore di Camerino[8]

## Genealogia essenziale dei signori di Fabriano
|                              |  |
| Gualtiero 1186-1258          |  |
|                              |  |
|                              |  |
| Alberghetto I 1230-1304      |  |
|                              |  |
|                              |  |
| Tommaso I ?-1330             |  |
|                              |  |
|                              |  |
| Alberghetto II 1295-1376     |  |
|                              |  |
|                              |  |
| Guido Napolitano (1325-1404) |  |
|                              |  |
|                              |  |
| Chiavello I (?-1428)         |  |
|                              |  |
|                              |  |
| Tommaso IV (1358-1435)       |  |
|                              |  |
|                              |  |
| Battista (1385-1435)         |  |